# Чистое (посёлок, Воронежская область)
Чистое — упразднённый посёлок, находившийся в подчинении администрации пгт Краснолесный городского округа город Воронеж Воронежской области России. В 2008 году включён в состав посёлка Краснолесный и исключён из учётных данных.

## География
Располагался на территории Воронежского заповедника, на северо-западном берегу озера Чистое, на расстоянии приблизительно 2 км по прямой к северо-западу от окраины посёлка Краснолесный.

## История
Возник как лесной посёлок заповедника.

## Население
Согласно результатам переписи 2002 года, в населённом пункте проживал 21 человек, в том числе русские составляли 100 % населения.